# Eliška Misáková
Eliška Misáková (12. října 1925 Kojetice u Třebíče – 14. srpna 1948 Londýn, Velká Británie) byla česká sportovní gymnastka, členka zlatého československého družstva na olympijských hrách v Londýně v roce 1948. 
Vedoucími tohoto družstva byly Marie Provazníková a Vlasta Děkanová. Sestavu s Eliškou Misákovou dále tvořily její sestra Miloslava Misáková, Zdeňka Honsová, Věra Růžičková (původně náhradnice), Božena Srncová, Milena Müllerová, Zdeňka Veřmiřovská, Olga Šilhánová a Marie Kovářová.
Eliška Misáková sice odcestovala do dějiště olympijských her, ale do bojů o medaile za ni nastoupila náhradnice Věra Růžičková. Již během cesty do Londýna se u Misákové objevily zdravotní potíže a vyšetření ukázala, že se jedná o dětskou obrnu, v té době neléčitelnou. Předpokládá se, že se nakazila při koupání v Labi, nebo až v Londýně . Eliška zemřela  v londýnské nemocnici v Uxbridgi v sobotu v 7.30 londýnského času, jen několik hodin poté, co její přítelkyně získaly zlato. Ve Velké Británií bylo její tělo i zpopelněno. Při slavnostním vyhlášení vítězů byla československá vlajka olemována černou stuhou. O úspěchu gymnastek se podle slov Věry Růžičkové později moc nemluvilo a nepsalo také proto, že jejich vedoucí Marie Provazníková ihned po olympiádě volila emigraci a pro komunisty tak byla zrádkyní.
Oba rodiče sester Misákových již byli v roce 1948 po smrti. Eliška měla kromě sestry Miloslavy ještě druhou sestru Marii. Byl to právě Mariin manžel-pilot, který sportovkyně přepravil po olympiádě z Londýna do Československa.
Mezinárodní olympijský výbor jí jako jedinému sportovci v historii udělil čestnou zlatou medaili in memoriam.
Pohřbena byla 4. září 1948 na hřbitově ve Vyškově.
O této tragické události, i o přípravách a samotném průběhu gymnastické soutěže žen na londýnské olympiádě natočil režisér Miroslav Kačor v roce 2012 dokument Zlato pro Elišku.

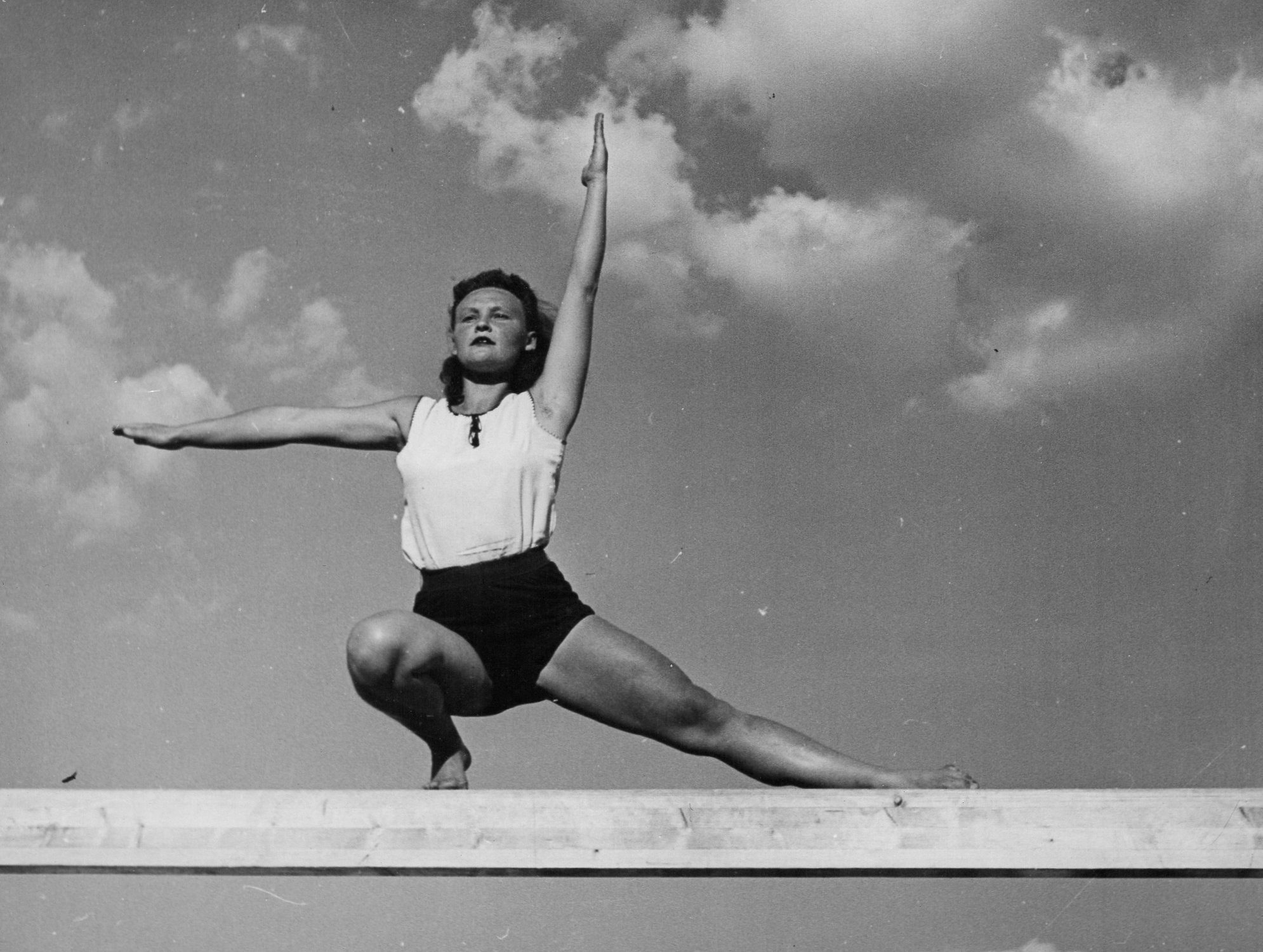
Eliška Misáková na kladině